# Phymatostetha rengma
Phymatostetha rengma är en insektsart som beskrevs av William Lucas Distant 1900. Phymatostetha rengma ingår i släktet Phymatostetha och familjen spottstritar. Inga underarter finns listade i Catalogue of Life.